# غدب كابوسي
غدب كابوسي (باللاتينية: Scrophularia capusii ) هو نوع نباتي يتبع جنس الغدب من الفصيلة الغدبية.